# Dream Chaser
El Dream Chaser Cargo System, o simplement Dream Chaser, és un avió espacial de fuselatge autosostingut de càrrega automatitzat reutilitzable estatunidenc sent desenvolupat per Sierra Nevada Corporation (SNC) Space Systems.
El Dream Chaser, vertificat per al menys quinze missions, està dissenyat per proveir l'Estació Espacial Internacional amb càrrega pressuritzada i no pressuritzada, sent contractat per almenys sis missions en la segona fase de Commercial Resupply Services. El vehicle serà llançat verticalment en un coet Atlas V, Ariane 5 o Falcon Heavy, i és capaç d'aterrar horitzontalment en pistes d'aterratge convencionals de manera autònoma. El desenvolupament posterior de l'avió espacial inclou una versió tripulada anomenada Dream Chaser Space System, que és capaç de dur a set persones en ambdós sentits de l'òrbita terrestre baixa.